# Episodi di Ancora una volta (seconda stagione)

Logo della serie televisiva

La seconda stagione della serie televisiva Ancora una volta, composta da 22 episodi, è stata trasmessa sul canale ABC dal 24 ottobre 2000 al 2 maggio 2001.
| nº | Titolo originale                                | Titolo italiano                   | Prima TV USA     | Prima TV Italia |
| -- | ----------------------------------------------- | --------------------------------- | ---------------- | --------------- |
| 1  | Wake Up, Little Susie                           | Una situazione difficile          | 24 ottobre 2000  |                 |
| 2  | Booklovers                                      | Gli amanti del libro              | 31 ottobre 2000  |                 |
| 3  | I Can't Stand Up (for Falling Down)             | Voglio vivere la mia vita         | 4 novembre 2000  |                 |
| 4  | Feast or Famine                                 | La malinconia di Rick             | 21 novembre 2000 |                 |
| 5  | Ozymandias 2.0                                  | Un progetto grandioso             | 28 novembre 2000 |                 |
| 6  | Food for Thought                                | Nemici per la pelle               | 5 dicembre 2000  |                 |
| 7  | Learner's Permit                                | Rivalità tra sorelle              | 17 gennaio 2001  |                 |
| 8  | Life Out of Balance                             | Foglio rosa                       | 19 dicembre 2000 |                 |
| 9  | Scribbling Rivalry                              | Il test di gravidanza             | 10 gennaio 2001  |                 |
| 10 | Love's Laborer's Lost                           | Una scelta difficile              | 24 gennaio 2001  |                 |
| 11 | Thieves Like Us                                 | Segreti                           | 31 gennaio 2001  |                 |
| 12 | Suspicion                                       | Molestie sul lavoro               | 7 febbraio 2001  |                 |
| 13 | Edifice Wrecked                                 | Proposta di matrimonio            | 14 febbraio 2001 |                 |
| 14 | The Other End of the Telescope                  | Compleanno a sorpresa             | 7 marzo 2001     |                 |
| 15 | Standing Room Only                              | Una casa affollata                | 14 marzo 2001    |                 |
| 16 | Aaron's Getting Better                          | Benvenuto zio                     | 21 marzo 2001    |                 |
| 17 | Forgive Us Our Trespasses                       | La soffitta                       | 28 marzo 2001    |                 |
| 18 | Best of Enemies                                 | L'accordo                         | 4 aprile 2001    |                 |
| 19 | Armageddon                                      | Una reputazione da salvare        | 11 aprile 2001   |                 |
| 20 | Won't Someone Please Help George Bailey Tonight | Una reputazione da salvare        | 18 aprile 2001   |                 |
| 21 | Moving On                                       | La fuga                           | 25 aprile 2001   |                 |
| 22 | The Second Time Around                          | Matrimoni per famiglie complicate | 2 maggio 2001    |                 |